# شوما أوتويزومي
شوما أوتويزومي (باليابانية: 音泉 翔眞) (مواليد 7 يوليو 1996) هو لاعب كرة قدم ياباني.

## وصلات خارجية
- شوما أوتويزومي على موقع رابطة كرة القدم اليابانية للمحترفين (اليابانية)
- شوما أوتويزومي على موقع قاعدة بيانات كرة القدم.إي يو (الإنجليزية)
- شوما أوتويزومي على موقع Soccerway.com (الإنجليزية)
- شوما أوتويزومي على موقع عالم كرة القدم.نت (الإنجليزية)